# Bobur Abduxoliqov
Bobur Alisher oʻgʻli Abduxoliqov (russisch Бобур Алишер оглы Абдихолиқов Bobur Alischer ogly Abdicholikow; * 23. April 1997 in Koson, Qashqadaryo), hauptsächlich bekannt als Bobur Abdikholikov (englische Umschrift), ist ein usbekischer Fußballspieler, der zuletzt beim FK Enerhetyk-BDU Minsk in der Wyschejschaja Liha unter Vertrag stand. Der Stürmer ist seit Juni 2018 usbekischer Nationalspieler.

## Karriere

### Verein
Der in Koson, Qashqadaryo geborene Bobur Abduxoliqov entstammt der fußballerischen Ausbildung von Nasaf Karschi, wo der Stürmer im Juni 2015 erstmals in die erste Mannschaft beordert wurde. Am 12. Juni 2015 gab er im Pokalspiel gegen den FK Oqtepa sein Debüt im Erwachsenenbereich, als er in der 85. Spielminute für Akramjon Baxritdinov eingewechselt wurde. In der Nachspielzeit gelang ihm das entscheidende Tor zum 2:1-Sieg. In diesem Spieljahr bestritt er vier Pflichtspiele, in denen er zwei Treffer erzielte. Sein erstes Ligator markierte er am 11. April 2016 (4. Spieltag) beim 1:1-Unentschieden gegen Paxtakor Taschkent. In dieser Spielzeit 2016 wurde er bereits regelmäßig berücksichtigt und kam zu 17 Ligaeinsätzen, in denen er vier Torerfolge verbuchen konnte.
Seine Torausbeute konnte er in der nächsten Saison 2017 mit acht Toren in 21 Ligaeinsätzen verdoppeln. Im darauffolgenden Spieljahr 2018 gehörte er mit 13 Treffern in 27 Ligaeinsätzen bereits zu den erfolgreichsten Schützen der höchsten usbekischen Spielklasse, wobei ihm acht davon in der qualitativ schwächeren Abstiegsrunde gelangen. Auf seine statistisch stärkste Saison folgte im Jahr 2019 die bisher schwächste seiner Laufbahn, in der er mit nur drei Torerfolgen in 20 Ligaeinsätzen enttäuschte. Eine starke Steigerung schaffte er in der verkürzten Spielzeit 2020, in der er mit 17 Treffern in 23 Ligaeinsätzen hinter dem serbischen Routinier Dragan Ćeran vom Meister Paxtakor Taschkent (20 Tore) zum zweiterfolgreichsten Torschützen der Liga arrivierte.
Am 19. Februar 2021 schloss sich Abdixolikov dem ukrainischen Erstligisten Ruch Lwiw an, wo er mit einem Dreijahresvertrag ausgestattet wurde. In der verbleibenden Saison 2020/21 kam er jedoch nicht zu seinem Debüt. Am 18. Mai 2021 wurde der Vertrag mit Ruch bereits wieder in gegenseitigem Einvernehmen aufgelöst.
Von Sommer 2021 bis Januar 2023 spielte er beim belarussischen Verein FK Enerhetyk-BDU Minsk.

### Nationalmannschaft
Im Mai 2017 kam Abdixolikov erstmals für die usbekische U23-Nationalmannschaft zum Einsatz. Mit dieser Auswahl gewann er im Januar 2018 die U23-Asienmeisterschaft in China, bei der er zwar in jeder Partie eingesetzt wurde, dabei aber meist nur in der Schlussphase als Zusatzoption im Sturm neben Kapitän Zabihillo Oʻrinboyev eingewechselt wurde. Bei den Asienspielen im selben Jahr erzielte er in vier Einsätzen ein Tor. Im nächsten Jahr wurde er die erste Wahl von Trainer Ravshan Haydarov und war auch bei der U23-Asienmeisterschaft 2020 hatte er diesen Status inne, konnte aber mit nur einem Treffer in sechs Partien nicht vollständig überzeugen. Für die U23 erzielte Abdixolikov seit seinem ersten Spiel über 20 Tore, weshalb er zu den erfolgreichsten Schützen dieser Altersklasse der jüngeren Geschichte.
Am 8. Juni 2018 debütierte er bei der 0:3-Testspielniederlage gegen Uruguay für die A-Nationalmannschaft, als er zur zweiten Halbzeit für Zabihillo Oʻrinboyev eingewechselt wurde.

## Erfolge
Usbekistan U23
- U23-Asienmeister: 2018